# Постников, Александр Николаевич
Постников-Стрельцов Алекса́ндр Никола́евич (род. 23 февраля 1957 года, Лабинск, Краснодарский край) — российский военачальник, генерал-полковник (2006). Заместитель начальника Генерального штаба Вооружённых Сил (2012—2014), Главнокомандующий Сухопутными войсками (2010—2012).

## Биография
Первоначально носил фамилию Стрельцов.
Будучи курсантом Киевского высшего общевойскового командного училища имени М. В. Фрунзе, женился на дочери начальника штаба Киевского военного округа генерал-полковника (впоследствии — генерала армии) Станислава Ивановича Постникова, в связи с чем взял двойную фамилию Постников-Стрельцов.
После окончания училища служил командиром взвода, роты в частях Киевского военного округа (1978—1983), командовал 178-м отдельным мотострелковым батальоном 6-й отдельной гвардейской мотострелковой бригады (Берлин Карлхорст) в Группе Советских войск в Германии (1983—1985).
После окончания в 1988 году Военной академии имени М. В. Фрунзе проходил службу на должностях заместителя командира и командира гвардейского мотострелкового полка Одесского военного округа, начальника штаба 2-й гвардейской мотострелковой Таманской дивизии имени М. И. Калинина Московского военного округа, начальника 150-го гвардейского окружного учебного Криворожского центра Одесского военного округа (1988—1991), начальника 392-го окружного учебного Тихоокеанского центра Дальневосточного военного округа (1991—1998).
В 2000 году окончил Военную академию Генерального штаба Вооружённых Сил РФ, после чего служил начальником штаба 22-й общевойсковой армии, с августа 2002 года — командующим 20-й гвардейской общевойсковой армии в Московском военном округе.
В ноябре 2004 года назначен начальником штаба — 1-м заместителем командующего войсками Северо-Кавказского военного округа.
12 июня 2006 года указом Президента РФ № 583 присвоено воинское звание генерал-полковника.
В декабре 2006 года переведён на аналогичную должность в Сибирский военный округ.
19 апреля 2007 года, после перевода прежнего командующего войсками СибВО генерала армии Н. Е. Макарова в Москву (на должность начальника вооружений Вооружённых Сил), указом Президента РФ № 504 был назначен командующим войсками Сибирского военного округа.
11 января 2010 года указом Президента РФ назначен Главнокомандующим Сухопутными войсками.
С 26 апреля 2012 года — заместитель начальника Генерального штаба Вооружённых Сил Российской Федерации.
В феврале 2014 года освобождён от должности заместителя начальника Генерального штаба Вооружённых Сил Российской Федерации и уволен с военной службы. По данным РИА Новостей, увольнение связано с конфликтом с начальником Генерального штаба Вооружённых Сил В. В. Герасимовым. Женат, двое детей.
Генерал-майор (2000),
генерал-лейтенант (2004),
генерал-полковник (2006).

## Образование
- В 1974 году окончил Казанское Суворовское военное училище;
- В 1978 году окончил Киевское высшее общевойсковое командное училище имени М. В. Фрунзе;
- В 1988 году окончил Военную академию имени М. В. Фрунзе;
- В 2000 году окончил Военную академию Генерального штаба Вооружённых Сил Российской Федерации;
- Кандидат политических наук (2006 год).

## Награды
- Орден «За военные заслуги»;
- Орден «За службу Родине в Вооружённых Силах СССР» III степени.
- Заслуженный военный специалист Российской Федерации